# Peter Weiss

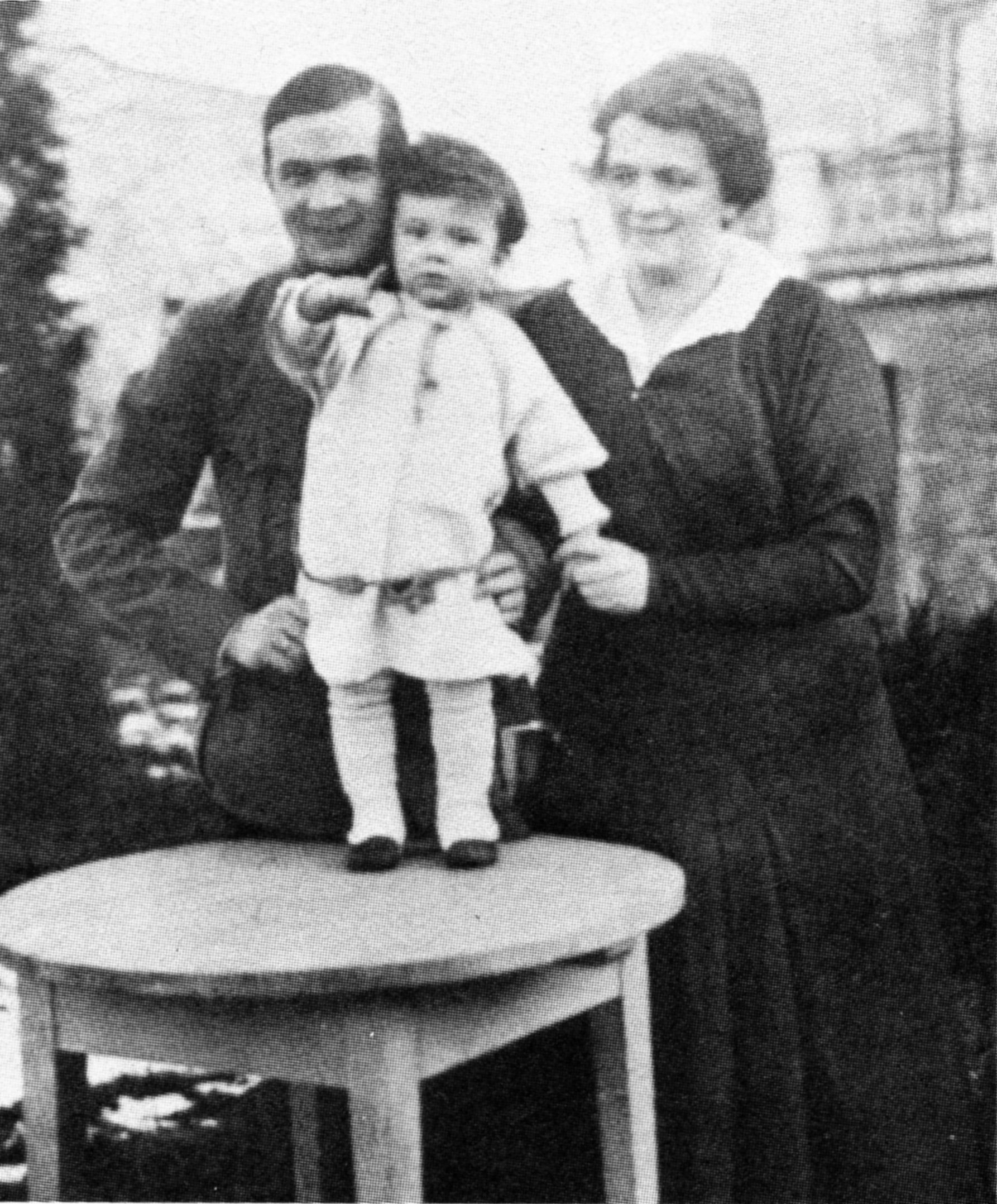
Peter Weiss 1918.

Peter Ulrich Weiss, född 8 november 1916 i Nowawes i nuvarande Potsdam, Tyskland, död 10 maj 1982 i Stockholm, var en tysk-svensk författare, bok- och tidskriftsillustratör, grafiker, konstnär och regissör.

## Biografi
Peter Weiss var son till Eugen och Franziska Weiss (född Hummel). Fadern var textilfabrikant och modern hade varit skådespelare och kom från Schweiz. Weiss hade också en yngre bror vid namn Alexander, som också senare skulle komma att bli författare. Fadern kom från Galizien och hade konverterat från judendomen. Familjen bodde under 1917 i Przemyśl i Galizien men flyttade sedan tillbaka till Potsdam och bodde sedan i Bremen. 1929 flyttade familjen återigen, nu till Berlin. Familjen emigrerade 1934 till Chislehurst i England. Därefter flyttade familjen till Warnsdorf i Böhmen i Tjeckoslovakien där fadern erbjudits arbete. När Nazityskland annekterade Sudetlandet flydde familjen till Sverige. Fadern hade kontakter inom textilindustrin och blev direktör vid Silfa Fabriks AB i Alingsås, och startade även Eugen Weiss textiltryckeri. Silfa utvecklades till Skandinaviens största filmtryckeri. Fadern hade ett patent på textilt filmtryck. Peter Weiss uppehöll sig ytterligare en tid i Schweiz och i Prag innan han anslöt till familjen i Alingsås, där familjen bodde i Villa Lillgården. 1939 förlorade han sitt tjeckoslovakiska medborgarskap. Tiden i Alingsås har Weiss beskrivit i sin produktion.
Weiss lämnade familjehemmet och flyttade till Stockholm för att verka som konstnär. Han blev svensk medborgare 1946. Peter Weiss var under tidigt 1950-tal verksam i experimentella och dokumentära kortfilmssammanhang. Han gjorde den experimentella långfilmen Hägringen och medverkade i produktionen av den kommersiella långfilmen Svenska flickor i Paris tillsammans med Barbro Boman. Efter att Hägringen floppat, fick han ett konstnärsuppdrag och utsmyckade skybaren i Wenner-Gren Center i Stockholm.
Han fick sitt internationella genombrott med pjäsen Jean Paul Marat förföljd och mördad så som det framställs av patienterna på hospitalet Charenton under ledning av herr de Sade (mer känd som Marat/Sade eller Mordet på Marat), en pjäs som sattes upp på teatrar över hela världen, bland annat av Peter Brook. Bland senare pjäser märks Rannsakningen om Auschwitzrättegångarna, Trotskij i exil och Hölderlin.
Peter Weiss regisserade tillsammans med sin hustru Gunilla Palmstierna-Weiss 1982 den egna pjäsen Nya processen på Dramaten med Stellan Skarsgård i huvudrollen. Han hade skrivit kontrakt på att författa tre nya pjäser åt Dramaten, men avled två månader efter premiären av den första pjäsen. Nya processen blev därmed hans sista pjäs.

## Familj
Weiss var gift tre gånger: Åren 1943–1947 med Helga Henschen, 1949–1951 med Carlota Dethorey och från 1964 till sin död med Gunilla Palmstierna-Weiss. Peter Weiss hade fyra barn: Med Henschen en dotter och med Dethorey en son. Med Gunilla Palmstierna-Weiss fick han dottern Nadja Weiss samt adopterade Palmstierna-Weiss son. Han är begravd på Norra begravningsplatsen.